# Jean-Pierre Richard
Jean-Pierre Richard   (Marsella, 15 de juliol de 1922 - 5è districte de París, 15 de març de 2019) va ser un escriptor i crític literari francès.
El 1941, va entrar a l'École Normale Supérieure de la rue d'Ulm. Va aconseguir la plaça de professor agregat el 1945, i doctor en Humanitats el 1962. Va ensenyar literatura a universitats estrangeres i a França (entre elles la Universitat Paris VIII), on va ser elegit membre de la Universitat de París IV l'any 1978.
Des de la publicació de Littérature et sensation (1954), no va deixar d'estudiar la relació entre els escriptors del segle xix i els del segle xx. Així, al voltant de Stendhal, Flaubert, Fromentin i els Goncourt, als que dedica aquest primer assaig, i que revela la importància de l'univers material i les sensacions que l'acompanyen. A l'assaig va analitzar també Mallarmé, per destacar la part somniadora que inspira la creació literària. Guiada per les teories de Gaston Bachelard, J.P. Richard proposa una crítica influenciada per les idees i la psicologia de la interpretació dels somnis i la recerca instintiva de la felicitat.

## Principals obres
- Pêle-mêle, Verdier, 2010
- Chemins de Michon, Verdier, 2008
- Nausée de Céline, Éditions Fata Morgana, 1980 i Verdier, 2008
- Roland Barthes, dernier paysage, Verdier, 2006
- Quatre lectures, Fayard, 2002
- Terrains de lecture, Gallimard, 1996
- Microlectures. T.2, Seuil, 1984
- Microlectures. T.1, Seuil, 1979
- Pour un tombeau d'Anatole, Seuil, coll. "Pierres vives", 1955 i "Points Essais" núm. 71, 1976
- Proust et le monde sensible, Seuil, 1974
- Etudes sur le romantisme, Seuil, 1970
- Paysage de Chateaubriand, Seuil, 1967
- Onze études sur la poésie moderne, Seuil, 1964
- L'Univers imaginaire de Mallarmé, Seuil, 1962
- Poésie et profondeur, Seuil, 1955
- Littérature et Sensation, Seuil, 1954.